# Lollarder
Lollarder (af nederlandsk lulle ~ synge sagte, mumle – brugt ved andagter) er dels navnet på selskaber i byerne til at sørge for fattige og pleje syge og sørge for begravelser (Alexiusbrødre eller cellitter), dels for 'begharder', som var foreninger for mænd fra omkring 1220. Hos dem, ligesom hos beginerne, fandt kætterne i slutningen af Middelalderen et tilholdssted, og begharde blev i 1300-tallet et kætternavn. Der blev udstedt buller imod dem, og inkvisitionen forfulgte dem.

## John Wycliffes tilhængere
Mest brugt er betegnelsen dog om John Wycliffes tilhængere i England.
Wycliffe begyndte 1375 at
udsende fattige rejsepræster i England, som
rundt om forkyndte Goddis lawe (evangeliet)
og snart vandt stor indflydelse og vakte
det katolske præsteskabs vrede.
Lollarderne blev dog forfulgt, og flere af deres ledere, for eksempel Nicholas Hereford,
blev ekskommunicerede; Wycliffe selv blev udelukket fra universitet i Oxford.
Efter Wycliffes død i 1384 bredte bevægelsen sig alligevel stærkt;
den havde sine egne skoler, en mængde flyveskrifter blev
udsendt, som revsede kirkelig misbrug, og en
del ansete mænd, for eksempel jarlen af Salisbury og lord Cobham, sluttede sig åbent dertil, så det var lige så meget en politisk som en kirkelig bevægelse.
1390 strandede et forsøg fra præsteskabets side på at forbyde alle
bibeloversættelser, og lollarderne blev derved modige og
sendte 1395 parlamentet en kort oversigt over
deres program, hvori den katolske kirke omtales som den engelske kirkes "store stedmoder".
1395 var dog lollardernes kulminationspunkt. Allerede under Richard II (†1400) og endnu mere under Henrik IV (†1413) og Henrik V (†1422) begyndte forfølgelserne; mange blev henrettede og lord Cobham brændt 1417.
| - Lord Cobham brændes, 1417 |

Bevægelsen mistede sin betydning og blev en sekt, der holdt sig til Reformationen, de såkaldte biblemen, der opbyggede sig ved læsning i Biblen og Wycliffes skrifter.
I læren bestred lollarderne alle den katolske kirkes misbrug: helgendyrkelse, valfarter,
skriftemål, transsubstantiationslære, præstevælde.
Det objektive i kristendommen, kirken og sakramenterne, træder hos dem tilbage for
en stærk hævdelse af det etisk-religiøse hos den enkelte person.